# Théobald de Lacrosse
 (janvier 2020).
Si vous disposez d'ouvrages ou d'articles de référence ou si vous connaissez des sites web de qualité traitant du thème abordé ici, merci de compléter l'article en donnant les références utiles à sa vérifiabilité et en les liant à la section « Notes et références ».
Le baron Bertrand Théobald Joseph de Lacrosse est un militaire et un homme politique français, né à Brest (Finistère) 29 janvier 1796 et mort à Paris le 28 mars 1865. Proche de Louis-Napoléon Bonaparte, il fut ministre des Travaux publics à deux reprises sous la Deuxième République.

## Biographie

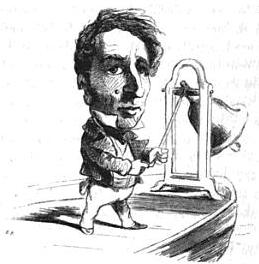
Théobald de Lacrosse en 1848-49, par Cham.

Issu d'une vieille famille de l'Agenois, fils de Jean-Baptiste Raymond de Lacrosse (1761-1829), contre-amiral et homme politique français, Théobald de Lacrosse est élève au collège Sainte-Barbe et entre dans la marine en 1809. Il devient aspirant en 1811 et fait quelques campagnes sur la frégate L'Hortense et sur la prame La Ville de Mayence avant de passer dans l'armée de terre.
Il sort de l'école de cavalerie en 1813 et sert ensuite en qualité de lieutenant en second dans les chasseurs à cheval de la Garde impériale. Il se distingue au combat de Dessau, où il est blessé, et prend part, comme lieutenant en premier, à la bataille de Craonne (1814) où il reçoit dix-sept blessures. Sa conduite lui vaut la croix de chevalier de la Légion d'honneur et le grade de capitaine. Il combat à Waterloo auprès du général Vandamme dont il est l'aide de camp. 
Licencié en 1815, il vit dans la retraite jusqu'à la révolution de 1830. Il aborde alors la politique. Le 1er août 1830, il est nommé lieutenant-colonel de la garde nationale de Brest et devient en 1831 colonel chef de légion. Conseiller général du Finistère, il est élu député libéral par le 1er collège électoral de ce département (Brest) le 21 juin 1834. Il siège dans les rangs de la gauche dynastique et combat, avec l'opposition modérée, la politique des doctrinaires. 
En décembre 1834, il fait partie des vingt-sept fondateurs de la Société française pour l'abolition de l'esclavage.
Il participe activement aux travaux de la Chambre et se fait notamment remarquer, dans la session de 1835, en se prononçant contre l'indemnité allouée aux États-Unis. Réélu le 4 novembre 1837, il entre dans la coalition formée pour renverser le ministère Molé. Il est réélu le 2 mars 1839, appuie la politique de Thiers, se déclare l'adversaire de Guizot, et présente de nombreux amendements pour le maintien des armements maritimes. En 1842, à la suite d'imputations lancées contre la mémoire de son père par le journal Le Globe, il se bat en duel avec Granier de Cassagnac et, dans cette rencontre, a la cuisse fracturée d'une balle. Il est réélu le 5 juillet 1842, puis le 1er août 1846. Il parle sur les adresses au roi dans les sessions de 1845, 1847 et 1848, continue de s'intéresser particulièrement aux affaires de la marine, et contribue beaucoup, en 1846, à faire adopter, malgré l'opposition du ministère, un crédit extraordinaire de 93 millions pour la réorganisation de la flotte. Son nom ne figure pas parmi les signataires de la résolution de mise en accusation du ministère Guizot en février 1848.
Après la révolution de 1848, il est élu le 23 avril 1848 par le département du Finistère représentant à l'Assemblée constituante. Aux journées de juin, il est investi du commandement des gardes nationales des départements. Il est l'un des secrétaires, puis l'un des vice-présidents de l'Assemblée et, rallié dès lors au parti conservateur, il vote régulièrement avec la droite : pour le rétablissement du cautionnement et de la contrainte par corps, pour les poursuites contre Louis Blanc et Caussidière, contre l'abolition de la peine de mort, contre l'amendement Grévy, contre le droit au travail, pour l'ordre du jour en l'honneur du général Cavaignac, pour la proposition Rateau, contre l'amnistie, etc.
Après l'élection présidentielle du 10 décembre, il apporta son soutien à la politique de Louis-Napoléon Bonaparte, qui le nomma ministre des Travaux publics du 29 décembre 1848 au 30 octobre 1849. Pendant quelques mois, il assura également l'intérim du ministère de l'Intérieur. Le 13 mai 1849, il est réélu par le département du Finistère à l'Assemblée législative. Il s'associe à tous les actes du gouvernement et de la majorité, faillit être victime de l'émeute du 13 juin en se promenant sur le boulevard et est sauvé par Alphonse Gent. Il est de nouveau nommé vice-président de l'Assemblée et est de nouveau nommé ministre des Travaux publics du 26 octobre au 2 décembre 1851. Pendant ses deux ministères, il termine et inaugure les chemins de fer du Nord, de l'Est et de Nantes, commence les dégagements aux environs du palais du Louvre et prépare son achèvement définitif.
Au lendemain du coup d'État du 2 décembre 1851, le baron de Lacrosse est nommé membre de la commission consultative et président de la section de la Marine et des Finances au Conseil d'État provisoire. Le 26 janvier 1852, il est nommé sénateur du Second Empire, dont il devint le secrétaire, et où il soutient, jusqu'à sa mort, la politique impériale. 
Membre de la commission supérieure des invalides de la marine depuis 1836, président de la commission de surveillance de la Caisse d'amortissement, président de la commission de surveillance de Caisse des dépôts et consignations de 1857 à 1865, il est grand-officier de la Légion d'honneur et membre du conseil de l'ordre à partir de 1850.